# ヴァイオリンソナタ (ラヴェル)

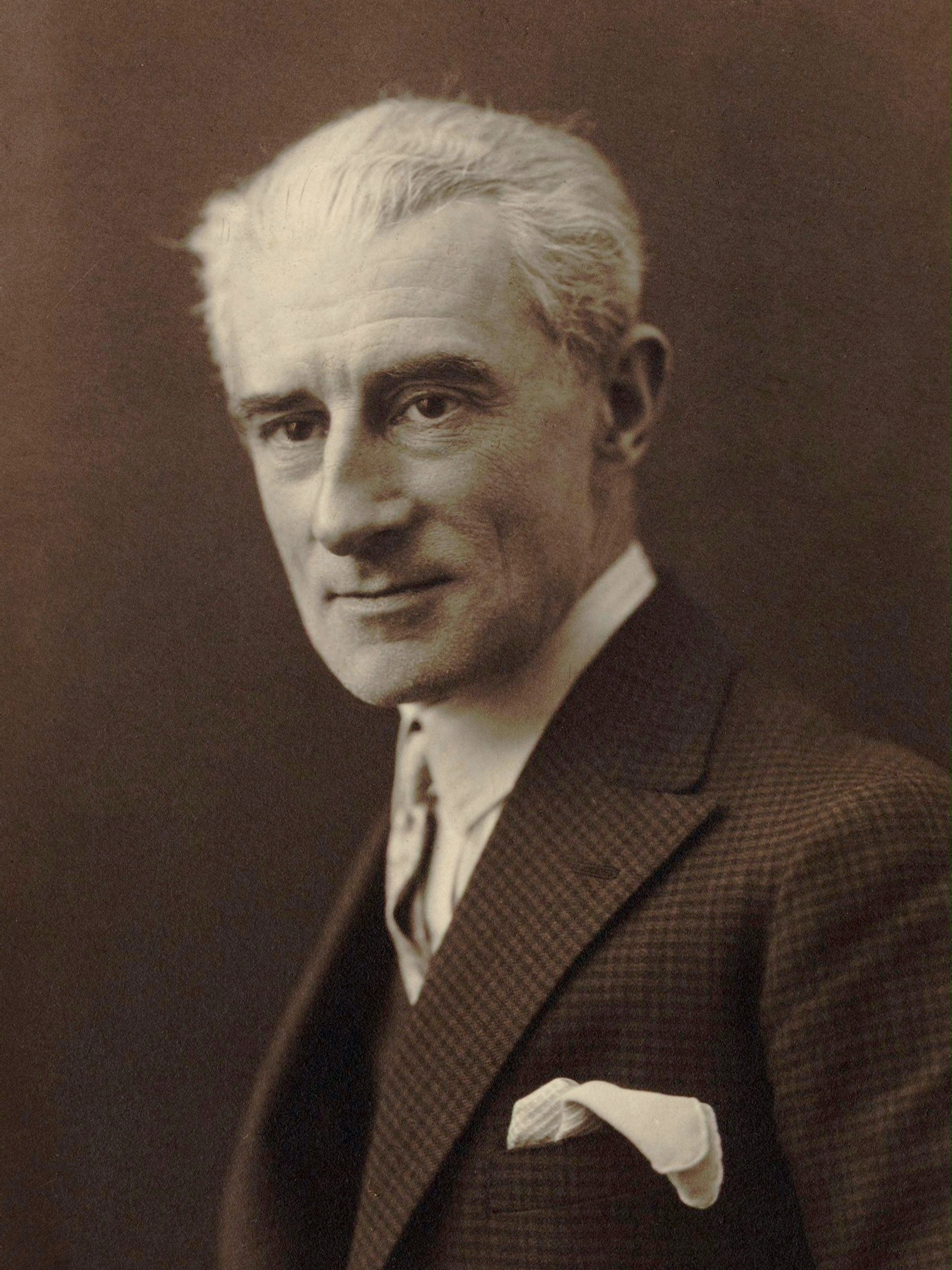
ラヴェル（1925年）

『ヴァイオリンソナタ』（フランス語: Sonate pour violon et piano）は、フランスの作曲家モーリス・ラヴェル（1875年 - 1937年）がヴァイオリンとピアノのために作曲したソナタであり、創作初期にあたる1897年に書かれた単一楽章の『ヴァイオリンソナタ 遺作』と、晩年に近い1927年に書かれた3楽章の『ヴァイオリンソナタ ト長調』の2曲がある。前者は未出版のまま存在が知られていなかったが、ラヴェルの生誕100周年にあたる1975年になって自筆譜が発見され、遺作のヴァイオリンソナタとして出版された。一方、後者については、遺作のソナタが発見されるまではラヴェルが作曲した唯一のヴァイオリンソナタとして知られてきた曲であり、こちらの方が有名な作品である。その第2楽章「ブルース」にはジャズの要素が取り入れられており、後の『左手のためのピアノ協奏曲』や『ピアノ協奏曲 ト長調 』の先駆けとも言える。また、全体を通して見られる声部の独立性や複調といった特徴は、並行して作曲されていた『マダガスカル島民の歌』の作風とも共通している。この作品はラヴェルの親友であるヴァイオリン奏者エレーヌ・ジュルダン＝モランジュに献呈された。
ラヴェルは生涯に8曲の室内楽作品を残しており、2曲のヴァイオリンソナタはその最初と最後に位置づけられる。なお、両曲の間には音楽的な関連性はなく、全く別の曲である。
作曲された順に、前者を『ヴァイオリンソナタ第1番』、後者を『ヴァイオリンソナタ第2番』と呼ぶ場合もある。

## ラヴェルとヴァイオリンソナタ

### お蔵入りとなった若書きのヴァイオリンソナタ

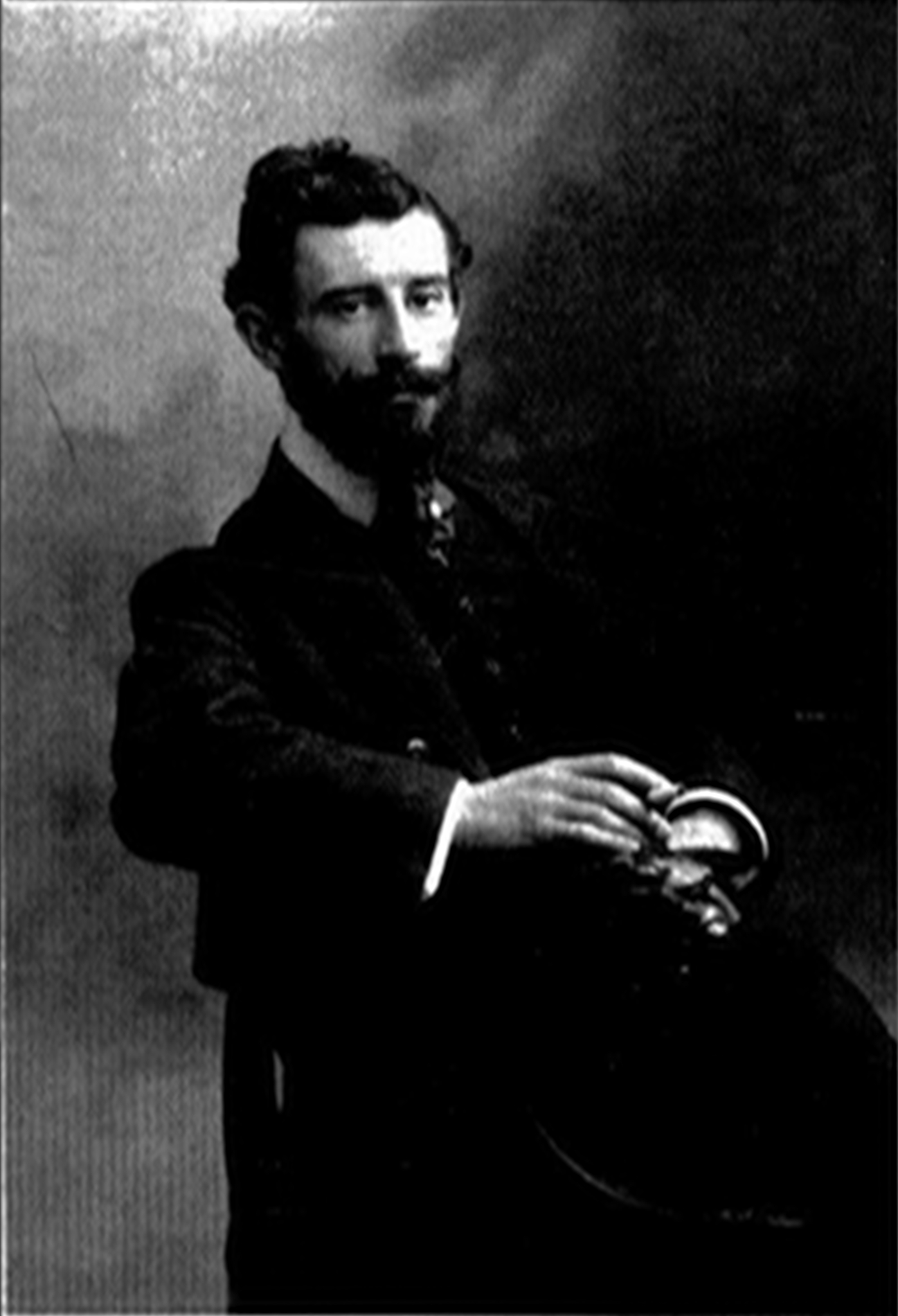
ラヴェル（1905年）

1895年にラヴェル（当時20歳）はパリ音楽院のピアノのクラスと和声のクラスを除籍になり、1897年からはアンドレ・ジェダルジュの元で個人的に対位法とオーケストレーションを学ぶことになった。それまでに数曲のピアノ曲や歌曲を作曲していたラヴェルはジェダルジュに学ぶかたわら、初の室内楽作品となるヴァイオリンとピアノのためのソナタの作曲を試みる。このラヴェル初のヴァイオリンソナタは1897年4月に1つの楽章が出来上がり、初演も行われたが（後述）、ラヴェルは何らかの理由でこの作品をお蔵入りとした。その後、この若書きのヴァイオリンソナタは出版されることもなく、自筆譜の所在も分からなくなった。
なお、ヴァイオリンソナタを作曲した翌1898年には、ラヴェルはパリ音楽院に再入学してガブリエル・フォーレの作曲クラスに入り、同年3月には国民音楽協会のコンサートで初めて作品（『耳で聴く風景』）を発表、またこの年にはピアノ曲『古風なメヌエット』がラヴェルの作品としては初めて出版されるなど、作曲家としての活動が本格化していくことになる。そしてラヴェルが再びヴァイオリンソナタの作曲に挑むのは約四半世紀の後、ラヴェルが50歳に差し掛かろうとする頃である。

### 新たなヴァイオリンソナタの作曲

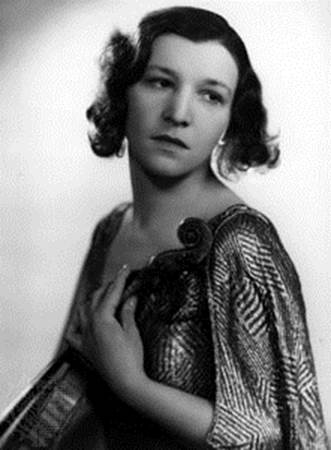
ジェリー・ダラニー

ラヴェルは作曲家としてのキャリアを積み重ね、室内楽の分野においては、『弦楽四重奏曲』（1903年）にはじめとして、『序奏とアレグロ』（1905年）、『ピアノ三重奏曲』（1914年）、『ヴァイオリンとチェロのためのソナタ』（1922年）などの作品を世に送り出した。
『ヴァイオリンとチェロのためのソナタ』の初演は1922年4月6日に行われ、その2日後にあたる4月8日、ラヴェル（当時47歳）は、ハンガリー出身のヴァイオリン奏者ジェリー・ダラニーとバルトークのピアノによる、バルトーク作曲『ヴァイオリンソナタ第1番』のパリ初演を聴いた。ラヴェルはこのソナタを「素晴らしい作品」と高く評価したとされる。
バルトークのヴァイオリンソナタから刺激を受けたことやダラニーとの交流がきっかけとなり、ラヴェルはダラニーのためにヴァイオリンソナタを作曲しようと思い立った。ラヴェルは1923年にこの新たなヴァイオリンソナタの作曲に着手し、その年の夏には最初のスケッチが完成、10月には「1924年1月16日にラヴェルのヴァイオリンソナタの初演を含む演奏会を行う」という、興業主による告知までが行われた。しかし作品は完成に至らず、ダラニーにはソナタの代わりに『ツィガーヌ』を作曲し、彼女に献呈した。
その後、ソナタの作曲は『子供と魔法』、『マダガスカル島民の歌』と並行して断続的に進められ、作曲開始から4年後の1927年に、3つの楽章からなる『ヴァイオリンソナタ ト長調』が完成した。この頃ラヴェルから作曲を学んでいたマニュエル・ロザンタールによれば、作曲を進める過程でラヴェルは一旦書き終えた第3楽章を「第1楽章に似ている」という理由から破棄し、現行の「無窮動」に差し替えたとされる。

### ヴァイオリンソナタ ト長調の初演

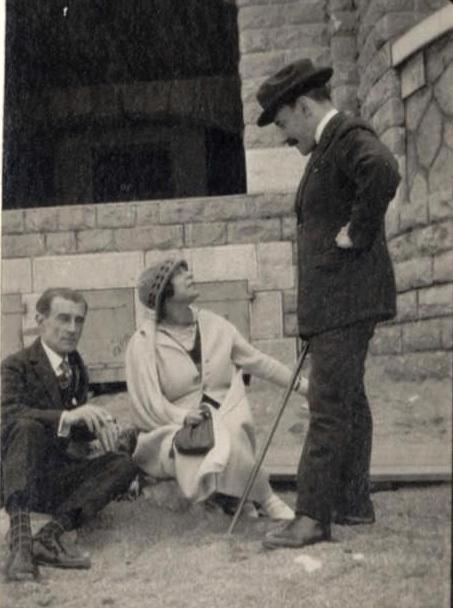
左から、ラヴェル、ジュルダン＝モランジュ、リカルド・ビニェス。（1923年）

完成したヴァイオリンソナタはヴァイオリン奏者エレーヌ・ジュルダン＝モランジュに献呈された。ジュルダン＝モランジュは第一次世界大戦中の1917年に知り合って以来ラヴェルと親交を結んでおり、1922年にラヴェルが作曲した『ヴァイオリンとチェロのためのソナタ』、『ガブリエル・フォーレの名による子守歌』の、それぞれの初演においてヴァイオリンを担当した。また、『ツィガーヌ』の作曲のためにラヴェルがパガニーニの『24の奇想曲』を題材としてヴァイオリンの技巧を研究した際に協力している。
ジュルダン＝モランジュは今回のヴァイオリンソナタの作曲にあたっても技術的な助言を与えていたが、自分がその被献呈者であることをずっと知らされていなかった。被献呈者が自分であると人づてに聞いたジュルダン＝モランジュは驚いてラヴェルに礼を言うと、ラヴェルは「おや! 知らなかったのですか? 」と、とぼけて答えたという。ラヴェルから贈られたヴァイオリンソナタの自筆譜について、彼女の著書 『ラヴェルと私たち』（"Ravel et Nours"）には次のように記されている。
ラヴェルはジュルダン＝モランジュが初演で演奏することを望んでいたが、当時の彼女はリューマチを患っていて演奏できる状態ではなかったため、パリ音楽院時代の旧友でもあるジョルジュ・エネスコが初演のヴァイオリニストを務め、ラヴェル自身がピアノを担当することになった。
ヴァイオリンソナタの初演は、デュラン社が1927年5月30日にパリのサル・エラールで開催した、同社から刊行予定の作品を集めた演奏会において行われた。初演に対する評価は好意的であり、ジャズの語法を用いた第2楽章「ブルース」は特に注目された。なお、この演奏会は、デュラン社が新譜の出版を最終判断するためのものであったが、ラヴェルの作品は無事に会社の審査をクリアし、同年に出版された。
こうして誕生した『ヴァイオリンソナタ ト長調』は、結果的にラヴェルにとって最後の室内楽作品となり、ラヴェルによる唯一のヴァイオリンソナタとして知られることとなった。
なお、ラヴェルは翌1928年の1月から4月にかけてアメリカ・カナダへの演奏旅行を行い、その中でヨーゼフ・シゲティなどのヴァイオリニストとともに『ヴァイオリンソナタ ト長調』も演奏した。アメリカでも第2楽章「ブルース」に注目が集まり、批評家はジャズをソナタに使っていることを問題視したが聴衆には喜ばれ、1月18日にシカゴで行った演奏会ではアンコールで演奏された「ブルース」の受けが良かったとされる。

### 遺作のヴァイオリンソナタの「発見」
1897年に作曲されたまま存在が知られていなかった若書きのヴァイオリンソナタの自筆譜は、ラヴェルの死後38年が経った1975年に、ラヴェルの研究者であるニューヨーク市立大学クイーンズ校アーロン・コープランド音楽学校教授アービー・オレンシュタインによって発見された。オレンシュタインは、自らの研究のために南フランスのサン＝ジャン＝ド＝リュズを訪れ、ラヴェルの財産の相続人であるアレクサンドル・タヴェルヌ夫人（Madame Alexandre Tavene） が所有する、1200ページもの自筆譜やスケッチなど未公開のコレクションを閲覧・写真撮影する許可を得、その中から、失われたと思われていた『グロテスクなセレナード』、シューマンの『謝肉祭』抜粋の管弦楽編曲、2台ピアノのための『耳で聴く風景』から「鐘が鳴る中で」などとともに、「1897年4月」との書き込みのある、未完のまま失われていたヴァイオリンソナタの自筆譜を発見した。
この「1897年作曲のヴァイオリンソナタ」は、ラヴェルの生誕100周年にあたる1975年2月23日、ニューヨークのオーディトリウム・チャールズ・コルデンにて、ジェラルド・タラックのヴァイオリン、アービー・オレンシュタインのピアノにより蘇演され、『ヴァイオリンソナタ 遺作』（フランス語: Sonate Posthume, pour violon et piano）としてサラベール社から楽譜が出版された。
こうして、1975年にラヴェルのヴァイオリンソナタは2曲となった。2つのソナタは『ヴァイオリンソナタ ト長調』と『ヴァイオリンソナタ　遺作』として区別されるほか、作曲された順に、遺作のソナタを『ヴァイオリンソナタ第1番』、ト長調のソナタを『ヴァイオリンソナタ第2番』として区別する場合もある。
なお、発見者のオレンシュタインは、遺作のソナタは、ト長調のソナタと同じジョルジュ・エネスコが初演のヴァイオリニストであると推定した。また、この曲が単一の楽章である理由については、複数の楽章を書くつもりで中断したのか、最初から単一楽章として構想したのかは不明であった。
ところが、その後、2010年6月に International Autograph Auctions Ltd. がヒースローで開催したオークションの出品物に、ラヴェル直筆による書き付けのあるサイン帳が発見された。それには、1929年6月の日付で、遺作のヴァイオリンソナタの冒頭のフレーズが手書きで書かれ、次のような文が書かれていた。
この発見により、遺作のソナタを初演したのはエネスコではなくポール・オベルデルフェール（ Paul Oberdoerffer ）というヴァイオリン奏者であったことが判明し、また、「未完の」とあることから、最初から単一の楽章として構想されたのではなく、複数楽章の作品として作曲する予定があったことが明らかとなった。

## 楽曲の概要

### 『ヴァイオリンソナタ 遺作イ短調』
『ヴァイオリンソナタ 遺作イ短調』（または『ヴァイオリンソナタ第1番』）は、単一楽章で、古典的なソナタ形式により書かれている。演奏時間は約16分。
ラヴェルが書いた初の室内楽曲であり、初のソナタ形式の作品でもある。ガブリエル・フォーレの『ヴァイオリンソナタ第1番』（1876年）やセザール・フランクの『ヴァイオリンソナタ』（1886年）、あるいは当時パリに住んでいたフレデリック・ディーリアスの作曲様式からの影響が窺えるが、一方ではラヴェル特有の叙情性や和声の特徴も見られ、冒頭の主題やその展開方法には後年の『ピアノ三重奏曲 イ短調』（1914年）を暗示していると指摘されている（譜例を参照）。
ただし、ラヴェルの研究者からの評価は厳しく、アービー・オレンシュタインは「ヴァイオリン・パートはかなり上手に書けているが、楽器のイディオムを特別生かしたものではない」と述べており、ロジャー・ニコルスも、「『耳で聴く風景』の想像力にあふれたピアノ処方というものが、残念ながら見出せない」「当時のラヴェルには旋法を利用することはできても、非対称リズムを構成することはまだ手に負えなかった」と、若書き故の作曲技法の未熟さを指摘している。いずれにせよ、後年の『ヴァイオリンソナタ ト長調』との音楽的なつながりは見いだせず、全く別の作品である。
ヴァイオリンソナタ 遺作の冒頭
ピアノ三重奏曲の冒頭（旋律線のみを示し、和音は省略してある。）

### 『ヴァイオリンソナタ ト長調』
『ヴァイオリンソナタ ト長調』（または『ヴァイオリンソナタ第2番』）は3つの楽章で構成されており、演奏時間は約18分。
緩徐楽章の代わりに置かれた第2楽章「ブルース」には、第一次世界大戦後にパリの若手知識人を魅了していたジャズの影響が見られる。ラヴェルが自作にジャズの要素を取り入れたのは歌劇『子供と魔法』におけるフォックストロット（ウェッジウッドのティーポットと中国茶碗の二重唱）に次いでこれが二度目となる。
なお、ラヴェルは本作品を完成させた翌年（1928年）に行ったアメリカ演奏旅行の際に本場のジャズに触れており、1930年代に書かれた『左手のためのピアノ協奏曲』（1930年）や『ピアノ協奏曲 ト長調 』（1931年）ではジャズの語法がさらに上手く作品に統合されている。『ヴァイオリンソナタ ト長調』はこれらの協奏曲の先駆けとも言える作品であり、特に『ピアノ協奏曲 ト長調』とはジャズの影響だけでなく、ト長調という調性や終楽章の無窮動などの共通点がある。
作曲にあたり、ラヴェルはヴァイオリンとピアノを「本質的に相容れない楽器」の組み合わせと見ており、このソナタでは両者の独立性が強調されている。声部の独立性や複調の多用、簡潔さといった特徴は、並行して作曲された歌曲集『マダガスカル島民の歌』（1926年完成）でも見られたものであり、本作品ではそれらの特徴がさらに明確になっている。献呈を受けたヴァイオリン奏者エレーヌ・ジュルダン＝モランジュは、「かなり心得のある聴衆でなければ理解しにくい曲」と評している。

#### 第1楽章
アレグレット、ト長調。「提示部－展開部－再現部」の構造を有するが伝統的なソナタ形式の枠組みには当てはまらず、複数の音楽的な素材（主題あるいは動機）を対位法的に組み合わせることで構成されている。
第1の素材は旋法的でアルカイックな優美さをもつ主題であり、冒頭でピアノの単音により提示された後、音高を変えてヴァイオリンが応答する（譜例）。作品を献呈されたジュルダン＝モランジュは、この主題を演奏する場合、ヴィヴラートのかけ過ぎや歌い過ぎは禁物であり、オーボエかクラリネットが吹いているかのごとく淡々と流れるように演奏するべきだと述べている。なお、この主題は第3楽章の終結部分で再現される。
間もなくピアノの左手に第2の素材が出る（譜例）。第1の素材とは対照的な性格であり、ジュルダン＝モランジュは「どんなにスタッカートしても足りないくらいである」と述べている。また、彼女はこの素材を「狼の怒り」と表現しているが、これは、ウラジミール・ジャンケレヴィッチがラヴェルの作風の特徴の一つとして挙げている「だしぬけの激しさ、狼のようにいきなり現れる怒り」を踏まえたものである。この素材は第3楽章の序奏としても使われる。
上記の2つ以外に提示部に登場する主要な素材については諸説あり、文献によって異なっている。
ロジャー・ニコルスは、第2の素材に応答するようにピアノが奏でる動機（譜例）を第3の素材としている。
アービー・オレンシュタイン及び平島正郎は、次の2つを第3、第4の素材として挙げている（譜例）。
（長7度の跳躍を含む主題）
（減8度が平行する主題）
ジャンケレヴィッチは、ヴァイオリンが奏でる次の表情豊かな主題（譜例・上）が第3の素材、これに続くピアノの主題（譜例・下）が第4の素材であるとしている。これらはオレンシュタインと平島が挙げる2つの素材に続いて登場する。
これらの素材が組み合わされながら曲は進行するが、デュナーミクは pp や p に抑えられ、再現部の直前になってようやく f 、ff が登場する。再現部では『ダフニスとクロエ』の「夜明け」の音楽を思わせる新しい主題（譜例）がヴァイオリンに登場し、ピアノによる主要主題に重ねられる。

#### 第2楽章「ブルース」
モデラート、変イ長調。冒頭のヴァイオリンのピチカートはバンジョーやギターを模しており、拍節をずらすようにアクセントが不規則に付けられている。7小節目からはピアノが入ってくるが、ヴァイオリンがト長調の主和音を弾いているのに対しピアノは変イ長調である（譜例）。
間もなくヴァイオリンが旋律を奏でる（譜例）。ブルーノートやシンコペーションが使われ、サクソフォーンのポルタメント奏法を模している。ジュルダン＝モランジュは、この楽章でのヴァイオリニストは「あらん限りの官能美を出しつくしてチガーヌ風に弾いてよい」と述べている。

#### 第3楽章「無窮動」
アレグロ、ト長調。『ツィガーヌ』の系譜に連なる華やかなフィナーレ楽章である。第1楽章の第2の素材（「狼の怒り」）の変形による序奏の後、ジャンケレヴィッチが「名誉回復されたパガニーニの名人芸（ヴィルテュオジテ）」と表現するように、ヴァイオリンが息つぐ暇を与えず急速に動き回る。ラヴェルはこの楽章について「できるだけ速く弾いてよろしい」と語っている。ピアノのパートは単なる伴奏にとどまらず、第1楽章、第2楽章の主題の変形を弾いており、ジュルダン＝モランジュはヴァイオリンだけが前面に出る演奏を戒めている。
前の楽章からの引用については主題や動機が変形されているため、特に第2楽章からの引用はやや分かりにくい。次ののモチーフ（譜例・上）は、第2楽章に由来しているが（譜例・下）リズムが変えられている。音程に着目すると「4度下降、3度上行、3度下降…」という同じ動き方をしている。
（第3楽章）
（第2楽章）
次のモチーフ（譜例・上）も第2楽章に由来している（譜例・下）。ここではリズムもほぼ同じである。
（第3楽章）
（第2楽章）
次のモチーフ（譜例・上）も第2楽章のモチーフ（譜例・下）に由来しており、音の動く音程がほぼ同じである。このモチーフは低音部でも演奏される。
（第3楽章）
（第2楽章）
長7度の跳躍をもつ次のモチーフ（譜例・上）は、第1楽章のモチーフ（譜例・下）に由来している。
（第3楽章）
（第1楽章（再掲））
終結部分では、第1楽章冒頭の主題が 完全五度の響きを伴い ff で再現された後（譜例）、ト長調の主和音と嬰ヘ長調の主和音が同時にアルペジオで鳴らされ、ト長調の主和音で曲を閉じる。
（第3楽章）
（第1楽章の冒頭）